# Frans Cornelis Denick
Frans Cornelis Denick, död i mars 1670, var en holländsk affärsman, delvis verksam i Sverige.
Denick var verksam som affärsman i Holland då han sedan sillfisket i Bohuslän på 1660-talet börjat återhämtat sig anonymt uppvaktade den svenska beskickningen i Amsterdam med begäran att få flytta över till Sverige och då helst Göteborg för att förbättra fiskenäringen där. 1666 befann han sig i Stockholm och i februari 1667 godkändes hans villkor för överflyttning till Sverige och en oktroj för honom utfärdades av Kommerskollegium, varpå Denick i augusti samma år. Med sig hade han två holländska segelfartyg. Dessa ansågs dock olämpliga för Bohusläns trånga farvatten, varför han främst avsåg att fiska på holländarnas vanliga fiskeplatser. Han avsåg att resa till Holland för att skaffa fler fartyg, och erhöll 1668 slutligen tillstånd men återkom dock utan skepp, och försökte nu få regeringens stöd för att kunna få pengar till sitt företag. Få göteborgare hade visat sig intresserade av att investera i oktrojen. Planerna avbröts genom Denicks död och änkan sålde hans fartyg.